# Rasa de Pampa
La Rasa de Pampa és un torrent afluent per la dreta del riu de la Vila que en la major part del seu recorregut fa de frontera entre els municipis de Castellar de la Ribera (a l'est) i Bassella (a l'oest)